# 穆罕默德·贾尼
穆罕默德·贾尼（阿拉伯语：‎，1992年7月2日—），卡塔尔男子田径运动员，主攻中长跑，2014年亚洲运动会男子1500米和男子5000米金牌得主、2022年亚洲运动会男子1500米金牌得主。